# 登米郡
- 令制国一覧 > 東山道 > 陸前国 > 登米郡
- 日本 > 東北地方 > 宮城県 > 登米郡

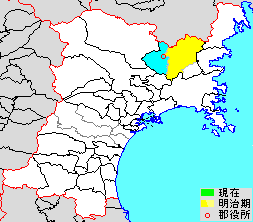
宮城県登米郡の範囲（水色：後に他郡から編入された区域）

登米郡（とめぐん）は、宮城県（陸奥国・陸前国）にあった郡。

## 郡域
1878年（明治11年）に行政区画として発足した当時の郡域は、登米市の大部分（津山町各町を除く）にあたる。なお、登米市石越町各町が1877年、登米市南方町各町および迫町新田、迫町北方が1878年まで栗原郡に所属した。

## 歴史
登米郡域が葛西氏の領地となった鎌倉時代から1873年（明治6年）まで登米郡は登米郡・寺池郡の二通りの呼び方があったとされる。

### 近代以降の沿革
- 幕末時点では陸奥国に所属し、全域が仙台藩領であった。当時の郡名の読みは「とよま」。「旧高旧領取調帳」に記載されている明治初年時点での村は以下の通り。（24村）

吉田村、寺池村、森村、小島村、日野渡村、日根牛村、楼台村、米谷村、狼河原村、西郡村、浅部村、嵯峨立村、水越村、加賀野村、大泉村、石森村、弥勒寺村、黒沼村、桜場村、上沼村、新井田村、鱒淵村、鴇波村、赤生津村
- 明治元年
  - 9月24日（1868年11月8日） - 戊辰戦争で仙台藩主伊達慶邦が薩長軍に降伏し、全領土62万石を没収される。
  - 12月7日（1869年1月19日）
    - 陸奥国が分割され、本郡は陸前国の所属となる。
    - 登米郡は常陸土浦藩取締地となる。
- 明治2年
  - 3月22日（1869年5月3日） - 土浦藩取締地が涌谷県を称する[3]。
  - 8月7日（1869年9月12日） - 登米県（とめけん）の管轄となる。
- 明治4年
  - 11月2日（1871年12月13日） - 第1次府県統合により一関県（第2次）の管轄となる。
  - 12月13日（1872年1月22日） - 一関県（第2次）が水沢県に改称。
- 明治8年（1875年）
  - 10月17日 - 以下の各村の統合が行われる。（13村）
    - 登米村（とよまむら） ← 寺池村、小島村、日野渡村、日根牛村
    - 米川村 ← 狼河原村、鱒淵村
    - 錦織村 ← 西郡村、嵯峨立村
    - 浅水村 ← 浅部村、水越村
    - 田沼村 ← 新井田村、黒沼村
    - 潤沼村 ← 赤生津村、鴇波村
    - 上沼村 ← 上沼村、大泉村、弥勒寺村
    - 米谷村 ← 米谷村、楼台村

  - 11月22日 - 水沢県が磐井県に改称。
- 明治9年（1876年）
  - 4月18日 - 第2次府県統合により宮城県の管轄となる。
  - 11月 - 区の再編により、栗原郡と共に宮城県第4大区となる。

| 宮城県第4大区（全16小区。栗原郡・登米郡13～16） | 宮城県第4大区（全16小区。栗原郡・登米郡13～16） |
| 小区                                            | 所属村                                          |
| ----------------------------------------------- | ----------------------------------------------- |
| 小13区                                          | 吉田村、潤沼村                                  |
| 小14区                                          | 登米村、浅水村、田沼村                          |
| 小15区                                          | 石森村、上沼村、桜場村、森村                    |
| 小16区                                          | 米谷村、米川村、錦織村                          |

- 明治10年（1877年） - 栗原郡石越村の所属郡が当郡に変更。
- 明治11年（1878年）
  - 潤沼村を赤生津村・鴇波村に分割。
  - 10月21日 - 郡区町村編制法の宮城県での施行により、行政区画としての登米郡が発足。郡役所が北方村の佐沼城下町に設置。同時に郡名の読みを「とよま」から「とめ」に改める。同日大区小区制を廃止。
- 明治12年（1879年）
  - 登米村から日根牛村が分立。
  - 米川村が狼河原村・鱒淵村に分割。
  - 錦織村が西郡村・嵯峨立村に分割。
  - 栗原郡北方村・南方村・新田村の所属郡が登米郡に変更。
- 明治13年（1880年）1月17日 - 遠田郡西野村・中津山村の所属郡がを登米郡に変更[4]。

### 町村制以降の沿革

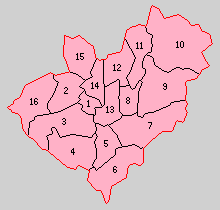
1.佐沼町 2.北方村 3.南方村 4.米山村 5.吉田村 6.豊里村 7.登米町 8.浅水村 9.米谷村 10.米川村 11.錦織村 12.上沼村 13.宝江村 14.石森村 15.石越村 16.新田村（赤：登米市）

- 明治22年（1889年）4月1日 - 町村制の施行により、以下の町村が発足[5]。全域が現・登米市。（2町14村）

  - 佐沼町 （北方村の一部[6]が単独町制）
  - 北方村 （北方村の一部[7]が単独村制）
  - 南方村 （単独村制）
  - 米山村 ← 西野村、中津山村
  - 吉田村 （単独村制）
  - 豊里村 ← 赤生津村、鴇波村
  - 登米町 ← 登米村、日根牛村
  - 浅水村、米谷村（それぞれ単独村制）
  - 米川村 ← 狼河原村、鱒淵村
  - 錦織村 ← 西郡村、嵯峨立村
  - 上沼村 ← 上沼村、桜場村
  - 宝江村 ← 田沼村、森村
  - 石森村 ← 石森村、加賀野村
  - 石越村、新田村（それぞれ単独村制）
- 明治27年（1894年）4月1日 - 郡制を施行。
- 明治36年（1903年）12月11日 - 米谷村が町制施行して米谷町となる。（3町13村）
- 明治45年（1912年）5月15日 - 石森村が町制施行して石森町となる。（4町12村）
- 大正12年（1923年）4月1日 - 郡会を廃止。郡役所は存続。
- 大正15年（1926年）7月1日 - 郡役所が廃止。以降は地理区分名称となる。
- 昭和11年（1936年）1月20日 - 米山村の一部（西野の一部）が吉田村に編入[8]。（6町2村）
- 昭和17年（1942年）7月1日 - 「登米地方事務所」が佐沼町に設置し、登米郡全域を管轄する。
- 昭和25年（1950年）4月1日 - 豊里村が町制施行して豊里町となる。（5町11村）
- 昭和30年（1955年）4月1日 - 佐沼町・北方村・新田村が合併して迫町が発足。（5町9村）
- 昭和31年（1956年）
  - 4月1日 - 石森町・上沼村・浅水村・宝江村が合併して中田町が発足。（5町6村）
  - 9月30日 - 錦織村・米川村が合併して日高村が発足。（5町5村）
- 昭和32年（1957年）
  - 4月1日 - 中田町の一部（森の大部分）が迫町に編入。
  - 5月1日 - 米谷町・日高村が合併して東和町が発足。（5町4村）
  - 12月25日 - 米山村・吉田村が合併して米山町が発足。（6町2村）
- 昭和34年（1959年）4月1日 - 石越村が町制施行して石越町となる。（7町1村）
- 昭和39年（1964年）4月1日 - 南方村が町制施行して南方町となる。（8町）
- 平成17年（2005年）4月1日 - 登米町・豊里町・中田町・東和町・迫町・南方町・石越町・米山町が本吉郡津山町と合併して登米市が発足。同日登米郡消滅。

### 変遷表
| 藩政期         | 藩政期         | 明治8年10月17日 | 明治9年 - 明治21年     | 明治22年4月1日 町村制施行 | 明治22年 - 昭和29年          | 昭和30年 - 昭和64年        | 昭和30年 - 昭和64年        | 平成元年 - 現在       | 現在   |
| -------------- | -------------- | --------------- | ---------------------- | ------------------------- | ---------------------------- | -------------------------- | -------------------------- | --------------------- | ------ |
| 栗原郡石越村   | 栗原郡石越村   | 栗原郡石越村    | 明治10年 石越村        | 石越村                    | 石越村                       | 昭和34年4月1日 町制 石越町 | 昭和34年4月1日 町制 石越町 | 平成17年4月1日 登米市 | 登米市 |
| 栗原郡南方村   | 栗原郡南方村   | 栗原郡南方村    | 明治12年 南方村        | 南方村                    | 南方村                       | 昭和39年4月1日 町制 南方町 | 昭和39年4月1日 町制 南方町 | 平成17年4月1日 登米市 | 登米市 |
| 栗原郡 北方村  | [ 6 ]          | 栗原郡北方村    | 明治12年 北方村        | 佐沼町                    | 佐沼町                       | 昭和30年4月1日 迫町        | 迫町                       | 平成17年4月1日 登米市 | 登米市 |
| 栗原郡 北方村  | [ 7 ]          | 栗原郡北方村    | 明治12年 北方村        | 北方村                    | 北方村                       | 昭和30年4月1日 迫町        | 迫町                       | 平成17年4月1日 登米市 | 登米市 |
| 栗原郡新田村   | 栗原郡新田村   | 栗原郡新田村    | 明治12年 新田村        | 新田村                    | 新田村                       | 昭和30年4月1日 迫町        | 迫町                       | 平成17年4月1日 登米市 | 登米市 |
| 森村           | 大部分         | 森村            | 森村                   | 宝江村                    | 宝江村                       | 昭和31年4月1日 石森町      | 昭和32年4月1日 迫町に編入  | 平成17年4月1日 登米市 | 登米市 |
| 森村           | 一部           | 森村            | 森村                   | 宝江村                    | 宝江村                       | 昭和31年4月1日 石森町      | 中田町                     | 平成17年4月1日 登米市 | 登米市 |
| 新井田村       | 新井田村       | 田沼村          | 田沼村                 | 宝江村                    | 宝江村                       | 昭和31年4月1日 石森町      | 中田町                     | 平成17年4月1日 登米市 | 登米市 |
| 黒沼村         |                | 田沼村          | 田沼村                 | 宝江村                    | 宝江村                       | 昭和31年4月1日 石森町      | 中田町                     | 平成17年4月1日 登米市 | 登米市 |
| 石森村         | 石森村         | 石森村          | 石森村                 | 石森村                    | 明治45年5月15日 町制 石森町  | 昭和31年4月1日 石森町      | 中田町                     | 平成17年4月1日 登米市 | 登米市 |
| 加賀野村       |                | 石森村          | 石森村                 | 石森村                    | 明治45年5月15日 町制 石森町  | 昭和31年4月1日 石森町      | 中田町                     | 平成17年4月1日 登米市 | 登米市 |
| 上沼村         | 上沼村         | 上沼村          | 上沼村                 | 上沼村                    | 上沼村                       | 昭和31年4月1日 石森町      | 中田町                     | 平成17年4月1日 登米市 | 登米市 |
| 大泉村         |                | 上沼村          | 上沼村                 | 上沼村                    | 上沼村                       | 昭和31年4月1日 石森町      | 中田町                     | 平成17年4月1日 登米市 | 登米市 |
| 弥勒寺村       |                | 上沼村          | 上沼村                 | 上沼村                    | 上沼村                       | 昭和31年4月1日 石森町      | 中田町                     | 平成17年4月1日 登米市 | 登米市 |
| 桜場村         | 桜場村         | 桜場村          | 桜場村                 | 上沼村                    | 上沼村                       | 昭和31年4月1日 石森町      | 中田町                     | 平成17年4月1日 登米市 | 登米市 |
| 浅部村         | 浅部村         | 浅水村          | 浅水村                 | 浅水村                    | 浅水村                       | 昭和31年4月1日 石森町      | 中田町                     | 平成17年4月1日 登米市 | 登米市 |
| 水越村         |                | 浅水村          | 浅水村                 | 浅水村                    | 浅水村                       | 昭和31年4月1日 石森町      | 中田町                     | 平成17年4月1日 登米市 | 登米市 |
| 寺池村         | 寺池村         | 登米村          | 登米村                 | 登米町                    | 登米町                       | 登米町                     | 登米町                     | 平成17年4月1日 登米市 | 登米市 |
| 小島村         |                | 登米村          | 登米村                 | 登米町                    | 登米町                       | 登米町                     | 登米町                     | 平成17年4月1日 登米市 | 登米市 |
| 日野渡村       |                | 登米村          | 登米村                 | 登米町                    | 登米町                       | 登米町                     | 登米町                     | 平成17年4月1日 登米市 | 登米市 |
| 日根牛村       | 日根牛村       | 登米村          | 明治12年 分立 日根牛村 | 登米町                    | 登米町                       | 登米町                     | 登米町                     | 平成17年4月1日 登米市 | 登米市 |
| 米谷村         | 米谷村         | 米谷村          | 米谷村                 | 米谷村                    | 明治36年12月11日 町制 米谷町 | 米谷町                     | 昭和32年5月1日 東和町      | 平成17年4月1日 登米市 | 登米市 |
| 楼台村         |                | 米谷村          | 米谷村                 | 米谷村                    | 明治36年12月11日 町制 米谷町 | 米谷町                     | 昭和32年5月1日 東和町      | 平成17年4月1日 登米市 | 登米市 |
| 狼河原村       | 狼河原村       | 米川村          | 明治12年 狼河原村      | 米川村                    | 米川村                       | 昭和31年9月30日 日高村     | 昭和32年5月1日 東和町      | 平成17年4月1日 登米市 | 登米市 |
| 鱒淵村         | 鱒淵村         | 米川村          | 明治12年 鱒淵村        | 米川村                    | 米川村                       | 昭和31年9月30日 日高村     | 昭和32年5月1日 東和町      | 平成17年4月1日 登米市 | 登米市 |
| 西郡村         | 西郡村         | 錦織村          | 明治12年 西郡村        | 錦織村                    | 錦織村                       | 昭和31年9月30日 日高村     | 昭和32年5月1日 東和町      | 平成17年4月1日 登米市 | 登米市 |
| 嵯峨立村       | 嵯峨立村       | 錦織村          | 明治12年 嵯峨立村      | 錦織村                    | 錦織村                       | 昭和31年9月30日 日高村     | 昭和32年5月1日 東和町      | 平成17年4月1日 登米市 | 登米市 |
| 赤生津村       | 赤生津村       | 潤沼村          | 明治11年 赤生津村      | 豊里村                    | 昭和25年4月1日 町制 豊里町   | 豊里町                     | 豊里町                     | 平成17年4月1日 登米市 | 登米市 |
| 鴇波村         | 鴇波村         | 潤沼村          | 明治11年 鴇波村        | 豊里村                    | 昭和25年4月1日 町制 豊里町   | 豊里町                     | 豊里町                     | 平成17年4月1日 登米市 | 登米市 |
| 吉田村         | 吉田村         | 吉田村          | 吉田村                 | 吉田村                    | 吉田村                       | 昭和32年12月25日 米山町    | 昭和32年12月25日 米山町    | 平成17年4月1日 登米市 | 登米市 |
| 遠田郡 西野村  | 一部           | 遠田郡西野村    | 明治13年 西野村        | 米山村                    | 昭和11年1月20日 吉田村に編入 | 昭和32年12月25日 米山町    | 昭和32年12月25日 米山町    | 平成17年4月1日 登米市 | 登米市 |
| 遠田郡 西野村  | 一部           | 遠田郡西野村    | 明治13年 西野村        | 米山村                    | 米山村                       | 昭和32年12月25日 米山町    | 昭和32年12月25日 米山町    | 平成17年4月1日 登米市 | 登米市 |
| 遠田郡中津山村 | 遠田郡中津山村 | 遠田郡中津山村  | 明治13年 中津山村      | 米山村                    | 米山村                       | 昭和32年12月25日 米山町    | 昭和32年12月25日 米山町    | 平成17年4月1日 登米市 | 登米市 |

## 行政
歴代郡長
| 代 | 氏名       | 就任年月日                 | 退任年月日                    | 備考 |
| -- | ---------- | -------------------------- | ----------------------------- | ---- |
| 1  | 河田安照   | 明治12年（1879年）3月17日  | 明治19年（1886年）12月7日     |      |
| 2  | 佐伯真満   | 明治19年（1886年）12月8日  | 明治27年（1894年）2月17日死去 |      |
| 3  | 八乙女盛次 | 明治27年（1894年）2月20日  | 明治29年（1896年）7月23日     |      |
| 4  | 浜田盛禎   | 明治29年（1896年）7月23日  | 明治32年（1899年）6月14日     |      |
| 5  | 秋山峻     | 明治32年（1899年）6月14日  | 明治36年（1903年）2月10日     |      |
| 6  | 武市郎     | 明治36年（1903年）2月10日  | 明治37年（1904年）12月13日    |      |
| 7  | 黒田良正   | 明治37年（1904年）12月24日 | 明治39年（1906年）2月28日     |      |
| 8  | 河野通久   | 明治39年（1906年）2月28日  | 明治40年（1907年）8月10日     |      |
| 9  | 本木房吉   | 明治40年（1907年）8月10日  | 明治41年（1908年）3月5日      |      |
| 10 | 半田卯内   | 明治41年（1908年）3月9日   | 大正11年（1922年）4月12日     |      |
| 11 | 森田専七郎 | 大正11年（1922年）4月12日  | 大正12年（1923年）2月17日     |      |
| 12 | 須田丙子郎 | 大正12年（1923年）2月17日  |                               |      |